# 杉井酒造
杉井酒造（すぎいしゅぞう）は、静岡県藤枝市小石川町に工場と本社を置く日本の酒造会社である。

## 概要
1838年(天保9年)、杉井本家から分家した初代・杉井才助は、高洲村（現在地・藤枝市小石川町）で商いを始める。その後、明治初期頃から酒造りを開始した。明治期には石川県の能登杜氏により銘柄「亀川」を、大正期には長野県の小谷杜氏により銘柄「杉正宗」を、昭和期から現在まで岩手県の南部杜氏によって、銘柄「杉錦」ブランドの日本酒と焼酎・味醂を製造販売する老舗酒造メーカーである。

## 沿革
- 1838年 (天保9年) - 杉井才助が、高洲村（現・藤枝市小石川町）で商いを始める。
- 年代不詳（明治初期) - 初代・杉井才助が、現在地で酒造りを始める。
- 年代不詳（明治中期) - この頃まで、石川県の能登杜氏により銘「亀川」を製造。
- 年代不詳（大正年間）- 水産物の原料用味醂の製造を開始。
- 1919年 (大正8年) - この年まで、能登杜氏により銘「杉正宗」の酒を製造。
- 1945年（昭和20年）- この年まで、志太杜氏により銘「杉錦」を製造。
- 1957年（昭和32年）- 杉井均乃介（後の6代目当主）生まれる。
- 1965年（昭和40年）- この年まで、長野県の小谷杜氏により銘「杉錦」を製造。
- 1966年（昭和41年）- この年より、東北の南部杜氏により酒を製造。
- 1980年（昭和55年）- 杉井均乃介、東京農業大学醸造学科を卒業。
- 1982年（昭和57年）- 杉井均乃介、杉井酒造有限会社に入社。
- 1983年（昭和58年）- 杉井均乃介、国税庁醸造試験所研修生。
- 1985年（昭和60年）- 杉井均乃介、国税庁醸造試験所研修終了。
- 2000年（平成12年）- 杉井均乃介、杉井酒造の杜氏となる。
- 2001年（平成13年）- 芋・米を原料にした焼酎の製造を開始。
- 2018年（平成30年) - 現在、「杉錦」を6代目・杉井均乃介が継承している[1][3][2]。

## 営業案内
- 定休日 - 日曜・祝日（土曜不定期休）
- 営業時間 - 午前8時30分 - 午後５時
- 駐車場 - 有り
- 蔵見学 - 無し[1]

## 受賞歴
全国新酒鑑評会
- 平成14酒造年度 - 「杉錦」金賞受賞[4]
- 平成15酒造年度 - 「杉錦」金賞受賞[5]
- 平成16酒造年度 - 「杉錦」金賞受賞[6]

## 交通
鉄道
- 東海道本線 - 藤枝駅下車、徒歩20分

車
- 東名高速 - 焼津ICより20分

## 関連文献
- 『しずおか結びのサイト』 静岡県酒造組合 杉井酒造インタビュー -  杉井酒造(1)、(2)、(3)
- 『静岡新聞 SBS』 杉錦 杉井酒造 - 天保13年創業、伝統を大切に丁寧な酒造りをしています